# Ranitomeya bombetes
Ranitomeya bombetes är en groddjursart som först beskrevs av Myers och Daly 1980.  Ranitomeya bombetes ingår i släktet Ranitomeya och familjen pilgiftsgrodor. IUCN kategoriserar arten globalt som starkt hotad. Inga underarter finns listade i Catalogue of Life.